# UKM 2000
Le UKM 2000 est une mitrailleuse chambrée en 7,62 x 51 mm Otan, conçue à Tarnów, Pologne. Le nom est synonyme de Uniwersalny Karabin Maszynowy 2000 (littéralement : mitrailleuse universelle 2000).

## Développement
Le 12 mars 1999, lorsque la Pologne a rejoint l'Organisation du traité de l'Atlantique nord, un problème se pose sur la modification des armes de l'armée polonaise quant à l'utilisation des munitions au standard OTAN. Il a alors été décidé de développer une nouvelle mitrailleuse polyvalente. La conception de l'arme a été réalisée à partir de la vieille, mais néanmoins très efficace, mitrailleuse Kalachnikov (PKM).
La UKM 2000C est utilisée comme mitrailleuse coaxiale sur le KTO Rosomak.

## WWW
- Fabricant WWW